# Salix longissimipedicellaris
Salix longissimipedicellaris är en videväxtart som beskrevs av N. Chao och P.Y. Mao. Salix longissimipedicellaris ingår i släktet viden, och familjen videväxter. Inga underarter finns listade i Catalogue of Life.